# Запорожский титано-магниевый комбинат
Запорожский титано-магниевый комбинат — украинская компания. Штаб-квартира компании расположена в Запорожье. Единственный в Европе производитель губчатого титана.

## Деятельность
Основная продукция комбината:
- титан губчатый;
- тетрахлорид титана очищенный;
- отливки титановые фасонные;
- титановые слитки;
- ферротитан;
- шлак титановый;
- гидрид титана губчатого;
- диоксид германия;
- германий поликристаллический зонноочищенный;
- литые кремниевые изделия;
- изделия из германия для оптических деталей.

## История
Компания под именем «Днепровский магниевый завод» основана в 1935 году и была первым промышленным производителем магния в СССР. В 1938 г. завод за высокие производственные достижения награждён орденом Трудового Красного Знамени.
Во время Великой Отечественной войны завод был полностью разрушен. В марте 1954 года Совет министров СССР принял постановление о строительстве Днепровского титано-магниевого завода. В 1956 г. ДТМЗ впервые в СССР начал промышленное производство титана. В 1958 г. освоено производство германиевой продукции, в 1964 — полупроводникового кремния, в 1968 — трихлорсилана. В 2008 г. на комбинате выпущен первый титановый слиток.
В 1971 году «за успешное выполнение заданий по выпуску титана и магния, совершенствование технологических процессов и освоение новых видов продукции» ЗТМК награждён орденом Ленина, а в 1985 г. — «за большие заслуги титано-магниевой и полупроводниковой промышленности, достигнутые успехи в выполнении плановых заданий одиннадцатой пятилетки» — орденом Октябрьской Революции.
В течение многих лет на комбинате работали Центральная научно-исследовательская лаборатория титана и магния, и ЦНИЛ полупроводников. На комбинате защитили диссертации и стали кандидатами наук более 70 работников. Фалькевич Э. С., Левинзон Д. И., Бахрушин В. Е., Критская Т. В., Трубицын Ю. В. и Червоный И. Ф. защитили докторские диссертации. С 1954-го по 1960-й главным инженером комбината был Самуил Юрьевич Гузь, участвовавший в разработке технологии промышленного производства титана и удостоенный за это звания лауреата Сталинской премии третьей степени. На предприятии работали 9 Заслуженных изобретателей Украины, 7 лауреатов Государственной премии СССР, 9 лауреатов премии Совета Министров СССР и 7 лауреатов Государственной премии Украины.
Руководителями предприятия были:
- Пётр Иванович Мирошников (первый директор),
- Ефим Павлович Славский (позднее министр среднего машиностроения, первый заместитель Председателя Совета Министров СССР),
- Василий Васильевич Бородай (позднее заместитель министра цветной металлургии СССР),
- Валентин Семенович Устинов (позднее заместитель министра цветной металлургии СССР),
- Павел Николаевич Галкин (Герой Социалистического Труда).
- Владислав Телин[7]

## Собственники и руководство
С 2010 года исполняющий обязанности генерального директора комбината — Владимир Сивак.
В 2011 году предприятие было исключено из списка объектов государственной собственности, которые не могут быть приватизированы
.
В январе 2012 года Кабинет министров Украины разрешил приватизировать 49 % ЗТМК. Согласно постановлению имущественный комплекс ЗТМК будет передано в управление Фонда государственного имущества Украины, которому в свою очередь, поручено предоставить предложения относительно образования с участием негосударственных участников общества с ограниченной ответственностью «Запорожский титано-магниевый комбинат», предусмотрев долю государства в уставном капитале общества не менее 51 %, порядок и сроки погашения просроченной задолженности ЗТМК по выплате заработной платы, налогов, сборов, других обязательных платежей и за потребленные энергоносители. Также ЗТМК данным постановлением был исключен из структуры государственного холдинга Титан Украины.
В конкурсе по отбору негосударственных участников ЗТМК Фонд госимущества допустил компании Tolexis trading limited (Кипр) и Luxembourg company of metalls and alloys S.A. (Люксембург). Компания Tolexis trading limited является владельцем двух компаний, входящих в Group DF бизнесмена Дмитрия Фирташа.

## Известные сотрудники
- Крупий, Василий Лазаревич (1929—2007) — Герой Социалистического Труда
- Осока, Павел Ильич (1913—1965) — Герой Социалистического Труда
- Матвеев, Евгений Артурович (1992—наши дни) — Главный инженер завода